# Адамовский сельсовет (Оренбургская область)
Адамовский сельсовет — сельское поселение в Переволоцком районе Оренбургской области Российской Федерации.
Административный центр — село Адамовка.

## История
Статус и границы сельского поселения установлены Законом Оренбургской области от 2 сентября 2004 года № 1424/211-III-ОЗ «О наделении муниципальных образований Оренбургской области статусом муниципального района, городского округа, городского поселения, установлении и изменении границ муниципальных образований».

## Население
| 2010 | 2012 | 2013 | 2014 | 2015 | 2016 | 2017 |
| ---- | ---- | ---- | ---- | ---- | ---- | ---- |
| 750  | ↘737 | ↘736 | ↘724 | ↘719 | ↘692 | ↘678 |
| 2018 | 2019 | 2020 | 2021 |      |      |      |
| ↘671 | ↘654 | ↘639 | ↘627 |      |      |      |

## Состав сельского поселения
| № | Населённый пункт | Тип населённого пункта       | Население |
| - | ---------------- | ---------------------------- | --------- |
| 1 | Адамовка         | село, административный центр | 475       |
| 2 | Власовка         | село                         | 23        |
| 3 | Радовка          | село                         | 252       |